# Albert Schneider (Fußballtrainer)
Albert Schneider (* 20. Jahrhundert) war ein deutscher Fußballtrainer.

## Werdegang
Schneider trainierte von 1974 bis 1976 die Amateurmannschaft der Stuttgarter Kickers.  wurde. Fritz Millinger, der die erste Mannschaft der Stuttgarter Kickers trainierte, bat nach dem siebten Spieltag der Spielzeit 1974/75 den Vorstand von der Trainingsleitung entbunden zu werden. Unter Millinger hatte die Mannschaft nur 3:13 Punkte geholt. Interimsweise übernahm Schneider das Traineramt der ersten Mannschaft, verlor jedoch sein einziges Spiel beim TSV 1860 München mit 4:1. Nachdem mit Rudolf Kröner ein Nachfolger gefunden worden war, setzte er seine Tätigkeit als Trainer der Amateurmannschaft fort.